# 回龙坝水库
回龙坝水库是中国云南省文山壮族苗族自治州砚山县境内的一座水库，位于盘龙河上，建于1956年。水库正常库容为1180万立方米，集雨面积为55平方千米，海拔为1478.26米。